# Camponotus discolor
Camponotus discolor är en myrart som först beskrevs av Buckley 1866.  Camponotus discolor ingår i släktet hästmyror, och familjen myror. Inga underarter finns listade.

## Bildgalleri

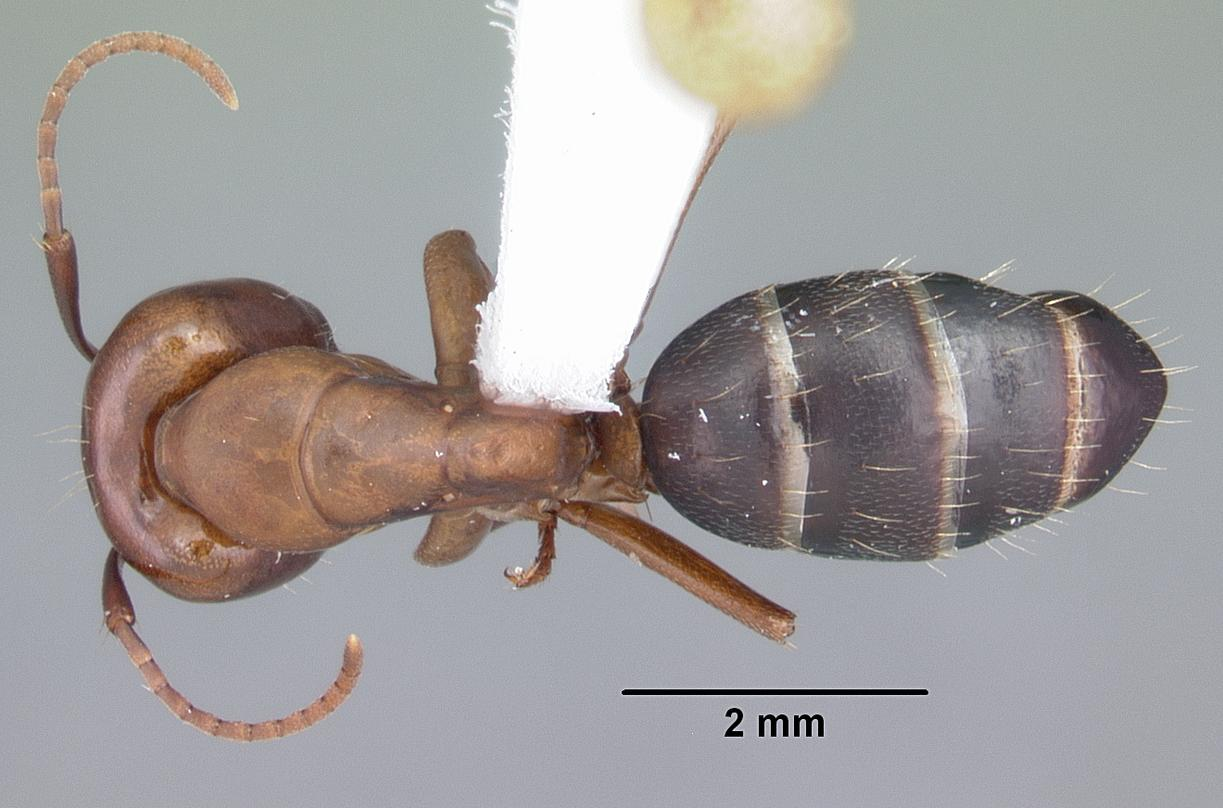
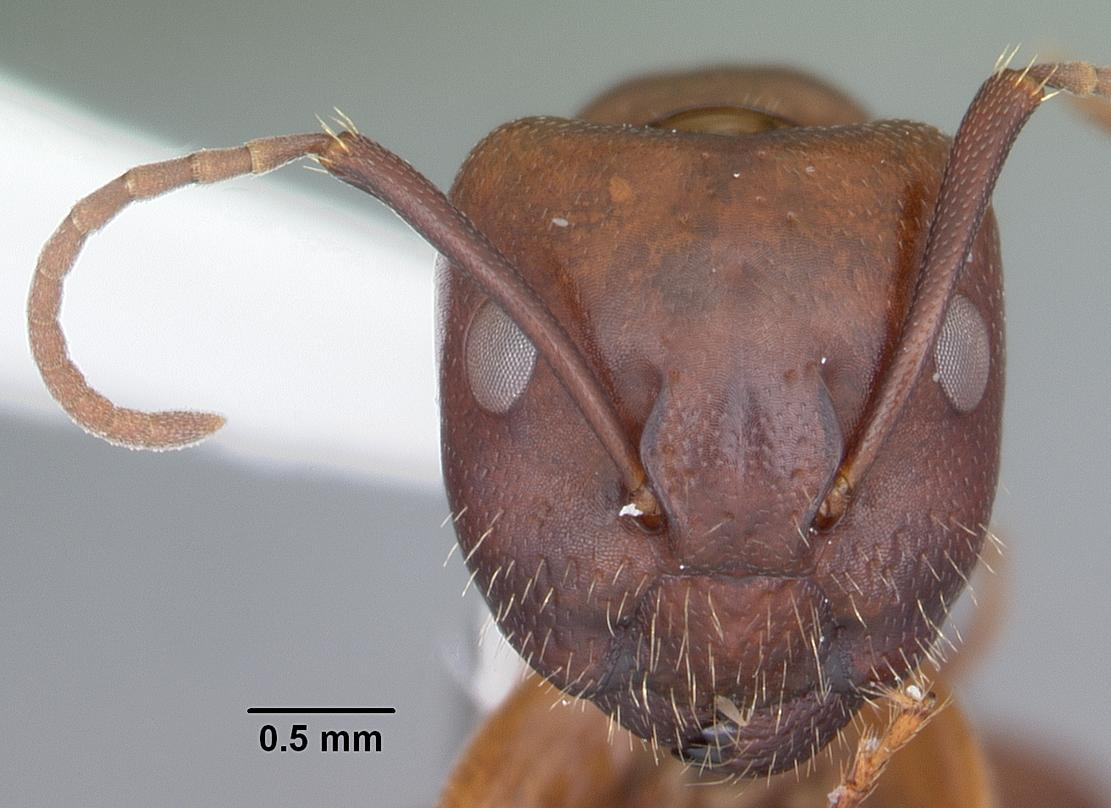
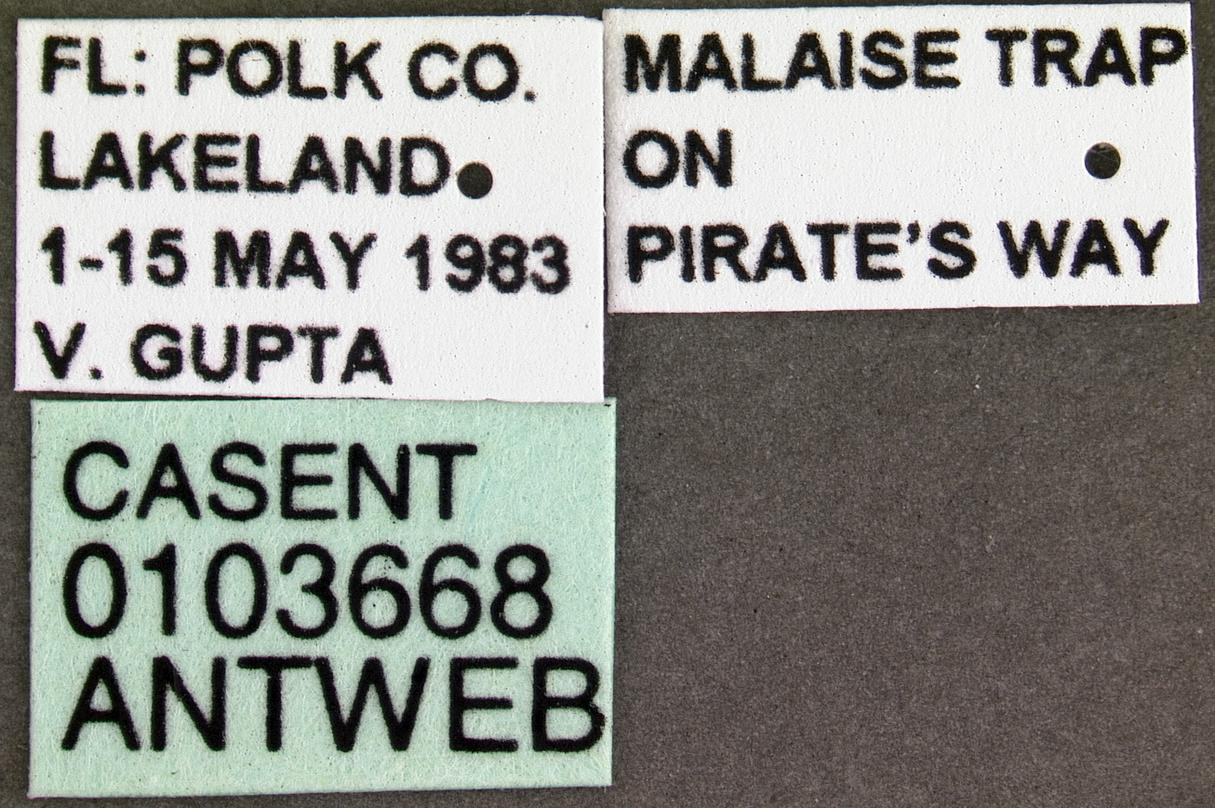
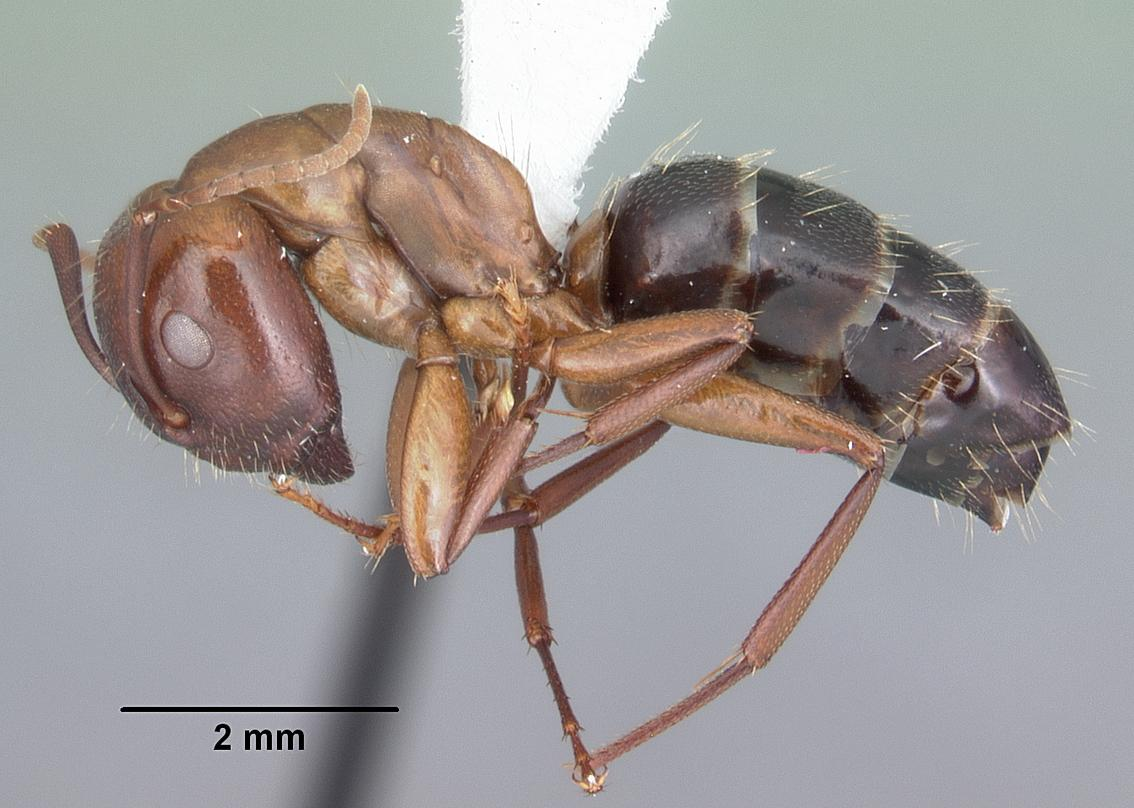
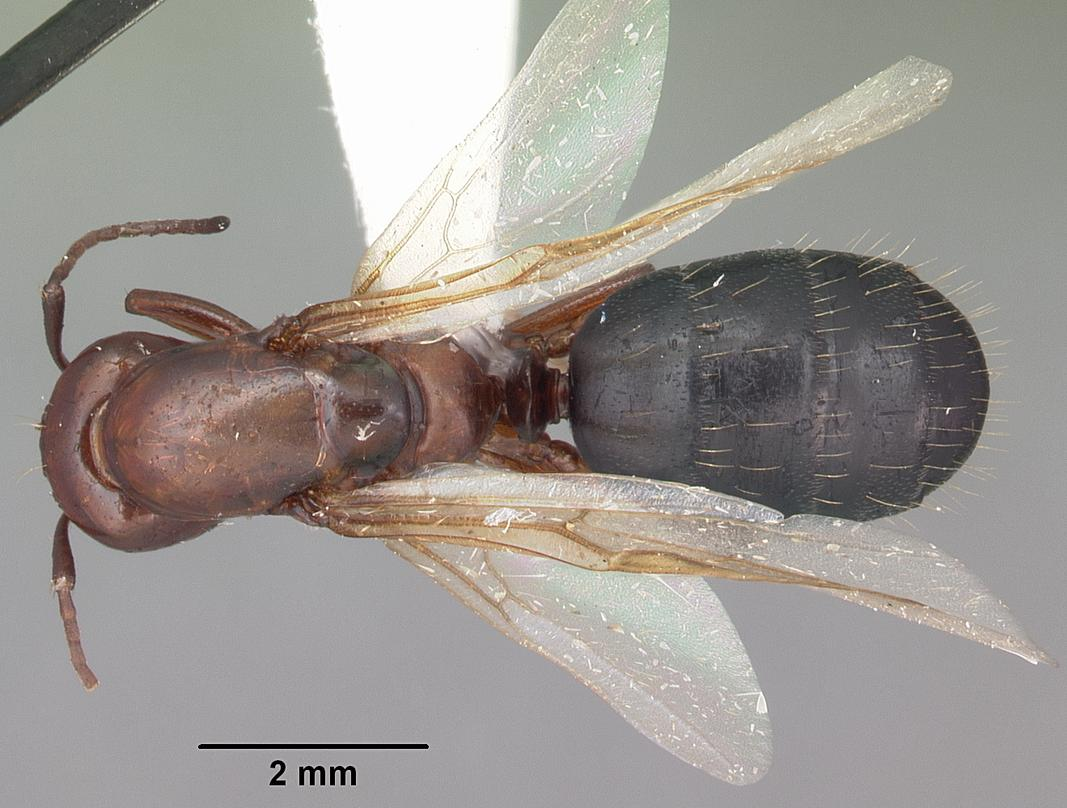
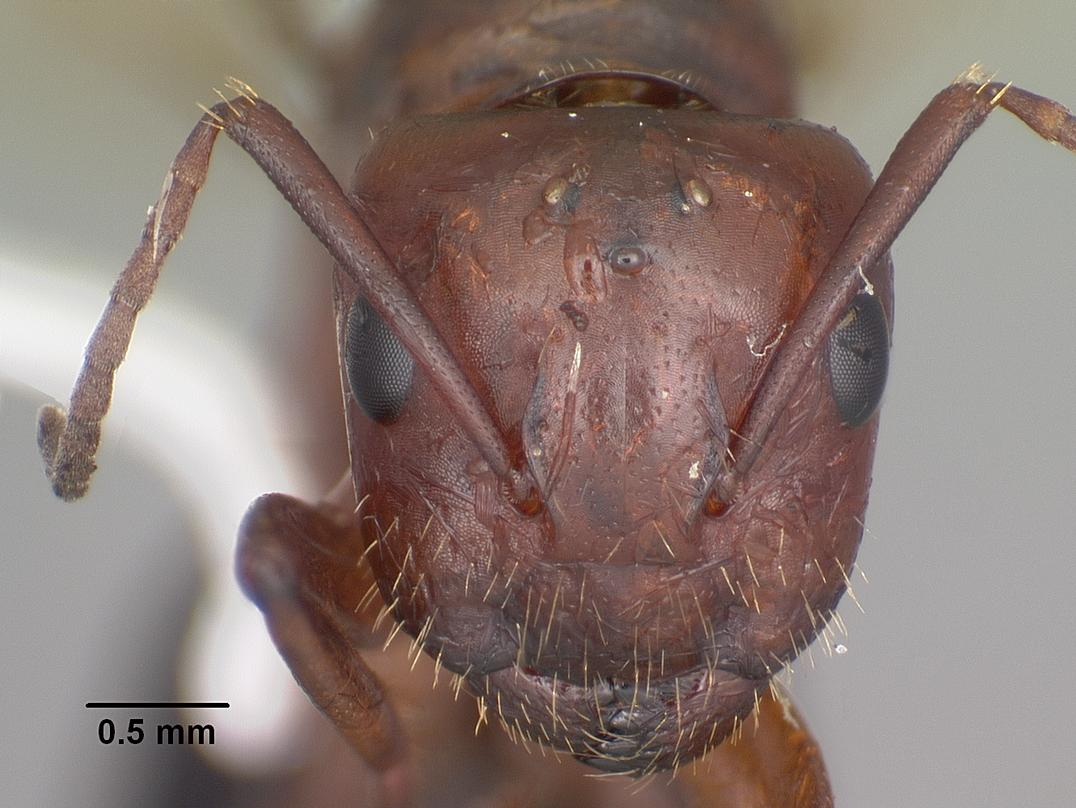